# بادبزن خانم ویندیرمیر

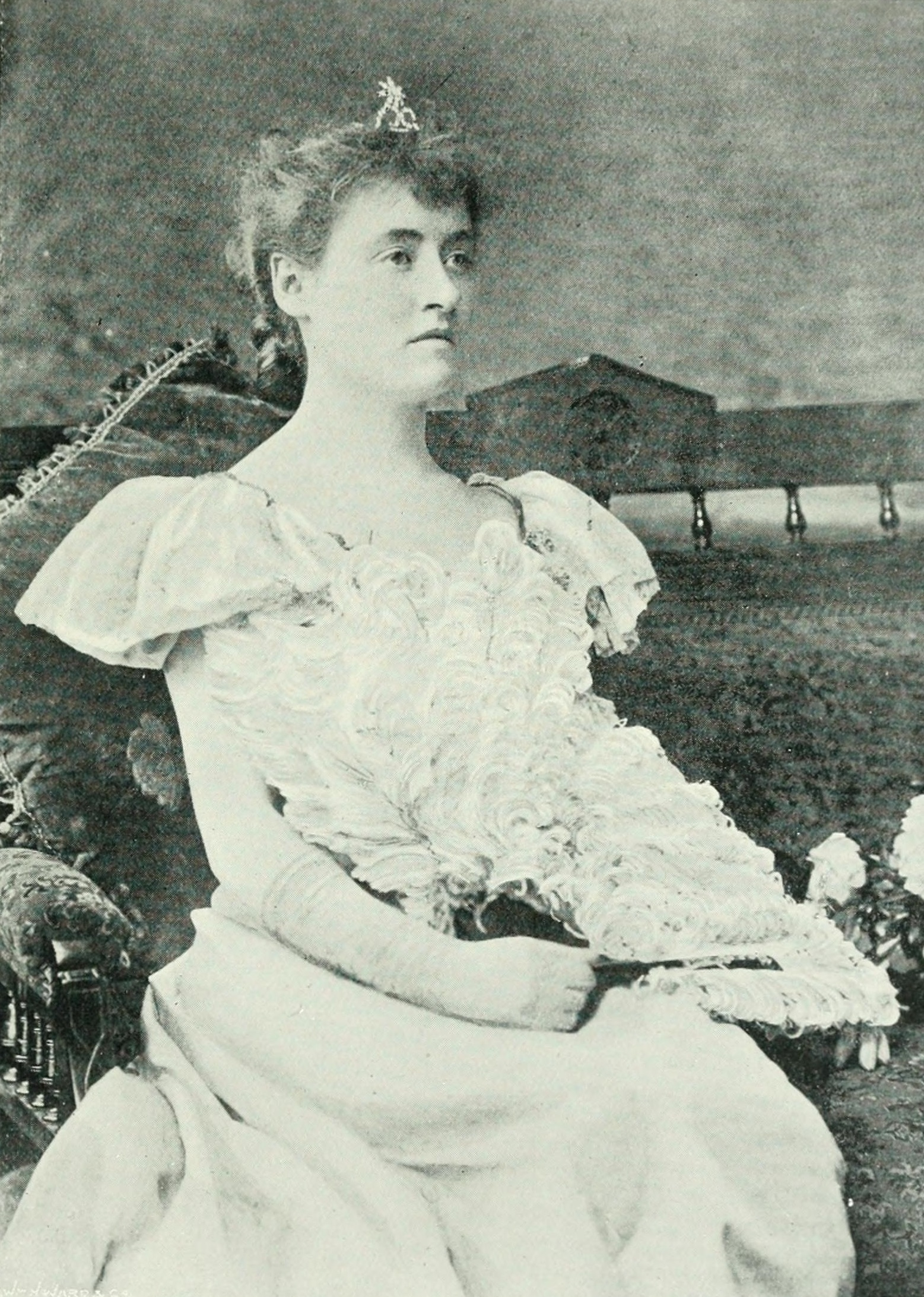
بادبزن خانم ویندیرمیر

بادبزن خانم ویندیرمیر (به انگلیسی: Lady Windermere's Fan) یک نمایش‌نامه کمدی در چهار پرده است که توسط اسکار وایلد، نویسندهٔ اهل انگلستان در سال ۱۸۹۲ نوشته شده‌است.
حقوق ادبی و نمایشی «بادبزن لیدی ویندرمر» متعلق به سر جورج الکساندر است که با هماهنگی وی این نمایشنامه در این نسخه گنجانده شده است. نسخه بازیگری (ساموئل فرانسوی) حاوی متن کامل نیست.